# Takasaki
Takasaki (高崎市, Takasaki-shi) est une ville située dans la préfecture de Gunma, au Japon.

## Géographie

### Situation
Takasaki est située dans le sud de la préfecture de Gunma, à environ 100 km au nord-ouest de Tokyo.

### Démographie
Au 31 mars 2021, la ville de Takasaki avait une population estimée à 371 585 habitants pour une densité de 809 hab./km2. La superficie totale de la ville est de 459,16 km2.

### Hydrographie
Takasaki est traversée par la rivière Karasu au sud et bordée par le fleuve Tone à l'est.

## Histoire
Fondée le 1er avril 1900, Takasaki devient le 1er avril 2001 une ville spéciale du Japon, puis, dix ans plus tard, est élevée au rang administratif de ville noyau, rassemblant désormais plus de 300 000 habitants, répartis sur une superficie supérieure à 100 km2.
L'actuel maire est Kenji Tomioka.

## Culture locale et patrimoine
La ville est réputée pour ses nombreuses places vertes ainsi que pour son centre de recherche écologique dirigé par le professeur Daïchi Horiguchi. Elle est aussi réputée pour sa production de figurines daruma.

### Patrimoine architectural
- Château de Takasaki
- Haruna-jinja
- Ruines du château de Minowa

### Musée
- Musée d'Art moderne de Gunma

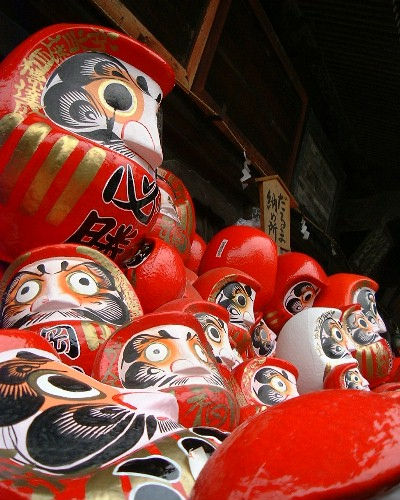
Figurines daruma au temple Daruma-ji à Takasaki.
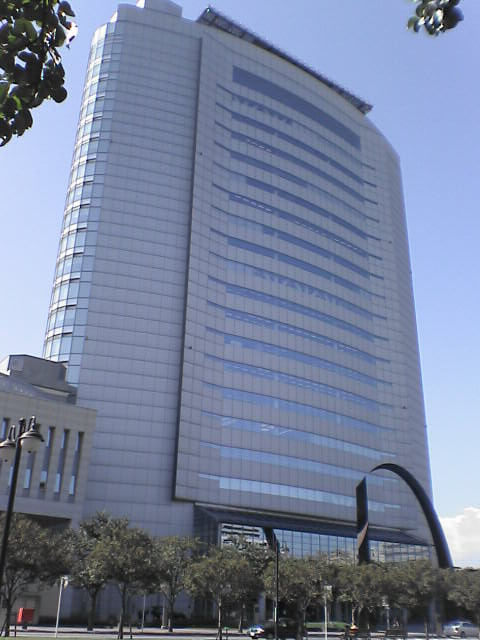
Mairie de Takasaki.
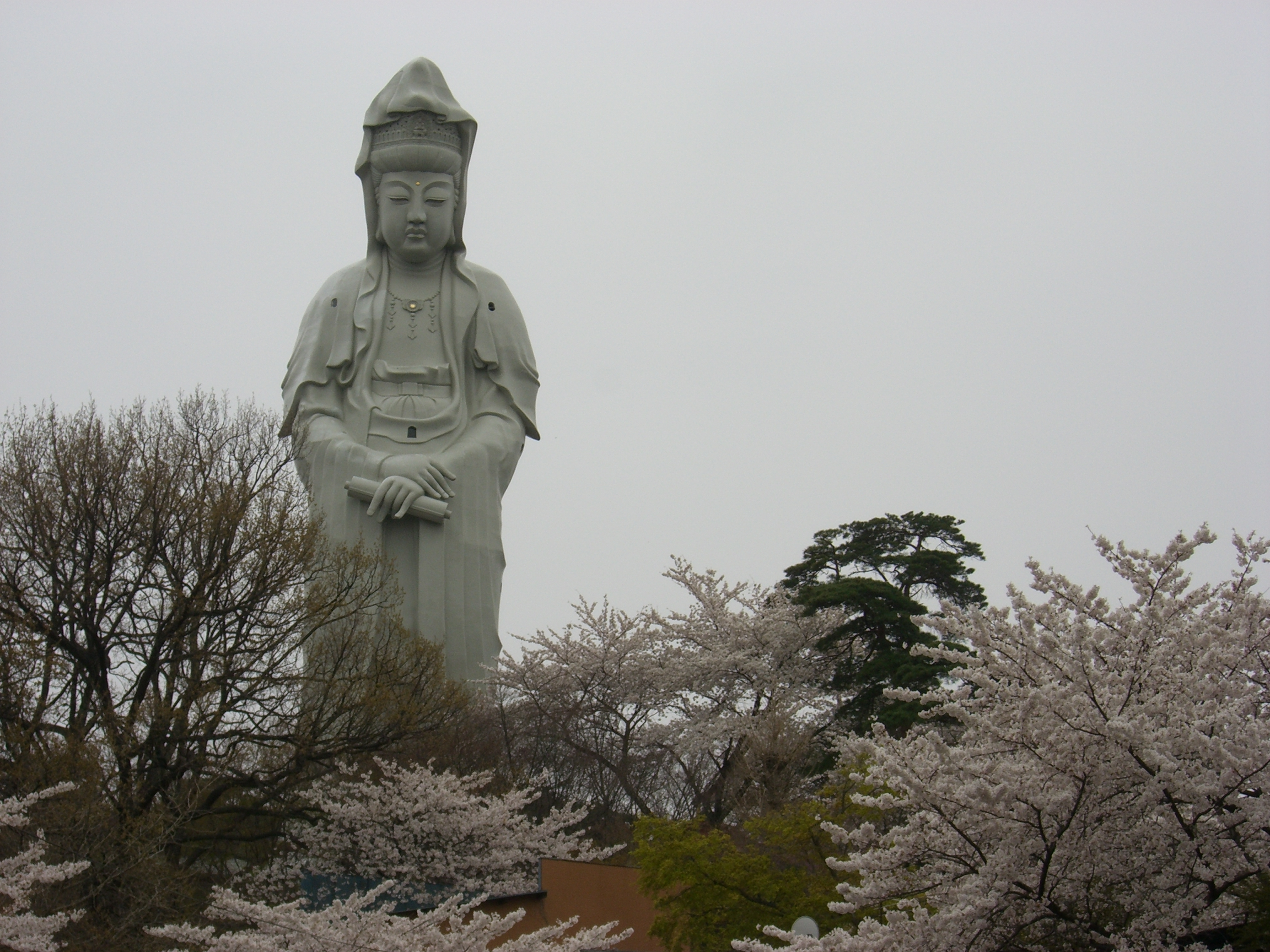
Takasaki Guanyin.

## Éducation
- Université d'économie de Takasaki
- Université Jobu

## Transports
La ville de Takasaki est desservie par les lignes Shinkansen Jōetsu et Hokuriku à la gare de Takasaki. Elle est également desservie par les lignes classiques Jōetsu, Shin'etsu et Takasaki de la JR East, ainsi que par la ligne Jōshin de la Jōshin Electric Railway.

## Urbanisme
Takasaki comprend deux gratte-ciel dont le plus haut et le plus ancien est la mairie de la ville.

## Jumelage
Takasaki est jumelée avec :
- Battle Creek (États-Unis),
- Muntinlupa (Philippines),
- Plzeň (Tchéquie),
- Santo André (Brésil).

## Personnalités
- Takeo Fukuda (1905-1995), ancien premier ministre,
- Yasuhiro Nakasone (1918-2019), ancien premier ministre,
- Nobuyuki Aihara (1934-2013), gymnaste, double champion olympique,
- Yasuo Fukuda (1936-), ancien premier ministre,
- Hirofumi Nakasone (1945-), homme politique,
- Mieko Kanai (1947-), écrivain,
- Joy (1985-), mannequin, personnalité de la télévision, commentateur, chanteur et présentateur japonais.